# Ефентьев, Василий Яковлевич
Василий Яковлевич Ефентьев (1905 год, Тундутово, Черноярский уезд, Астраханская губерния, Российская империя — 1982 год) — гуртоправ, Герой Социалистического Труда (1949).

## Биография
Родился в 1905 году в селе Тундутово Черноярского уезда Астраханской губернии (сегодня — Малодербетовский район Калмыкии). Участвовал в Великой Отечественной войне. После демобилизации работал гуртоправом в колхозе «Приозёрный» Никольского района Астраханской области. В 1954 году вступил в КПСС.
За успехи в развитии животноводства был удостоен в 1949 году звания Героя Социалистического Труда.

## Память
- В Элисте на Аллее героев установлен барельеф Василия Ефентьева.

## Награды
- Орден Славы III степени;
- Медаль «За трудовую доблесть»;
- Герой Социалистического Труда — указом Президиума Верховного Совета СССР от 17 сентября 1949 года;
- Орден Ленина (1949).

## Источник
- Музалевский М. В. Герои Социалистического Труда. Биобиблиографический словарь. — М.: РИЦ «Кавалер», 2008. — Т. 2. — 200 с.
- Василий Яковлевич Ефентьев: букл.// Наши земляки — Герои Социалистического Труда: компл. букл. / сост.: Г. Д. Андраева, З. Б. Очирова; ред. Е. Н. Бошева; худож. В. Я. Михин. — Элиста, 1987.